# Kontroling inwestycyjny
Kontroling inwestycyjny, controlling inwestycyjny – metoda sprawnego i efektywnego przygotowania, zabezpieczenia realizacji oraz kontroli przedsięwzięć inwestycyjnych w poszczególnych obszarach działalności.

## Etapy
Kontroling inwestycyjny obejmuje następujące fazy:
1. planowanie inwestycji
2. koordynację realizacji inwestycji
3. kontrolę zrealizowanej inwestycji.

Planowanie inwestycji służy przygotowaniu decyzji dotyczącej rozpatrywanego przedsięwzięcia inwestycyjnego. Od efektywności metod tego rodzaju sterowania przebiegiem inwestycji, jak również czasowej koordynacji realizacji zadań częściowych i obiegu informacji między wszystkimi zainteresowanymi w znaczącym stopniu zależy zarówno czas trwania inwestycji, jak i wysokość nakładów finansowych oraz oczekiwane ewentualne korzyści rynkowe.
Natomiast kontrola realizacji przedsięwzięcia inwestycyjnego powinna umożliwiać określenie odchyleń pomiędzy planowanymi a rzeczywistymi wielkościami zadań inwestycyjnych oraz wprowadzenie przedsięwzięć korekcyjnych i dostosowawczych.
Kontrola realizacji przedsięwzięcia inwestycyjnego ukierunkowana jest przede wszystkim na osiąganie terminowych, technicznych i kosztownych zadań, a po rozpoczęciu eksploatacji inwestycji na kontrolę strumieni wpływów i wydatków.

## Cele
Kontroling inwestycyjny powinien umożliwiać prawidłowe i skuteczne:
- określanie celów głównych i cząstkowych dotyczących, przygotowanych i realizowanych inwestycji
- opracowanie szczegółowych planów służących do realizacji poszczególnych etapów
- ustalenie budżetu umożliwiających realizacje zadań
- ustalenie podstawowych wskaźników i parametrów stanowiących cel kontroli
- określenie możliwości sterowania realizacją projektu
- ustalenie sposobów pozyskania i przetwarzania informacji na temat ewentualnych zakłóceń
- określenie alternatywnych działań mających zapewnić kompleksowe wykonanie zadania.

Odpowiednie zorganizowanie systemu inwestycyjnego celem wyboru odpowiednich metod podejmowania decyzji inwestycyjnych oraz umożliwienia sprawnego i efektywnego wykonania obejmuje:
- powołanie samodzielnego kontrolera lub komórki spełniającej tę funkcję
- wyposażenie stanowiska lub komórki w niezbędne narzędzia
- określenie kryteriów i narzędzi oceny, co pozwala na koordynację procesów decyzyjnych.